# Гефенас, Владас
Владас Якубович Гефенас (лит. Vladas Gefenas, род. 31 октября 1955, Вильнюс) — советский и литовский шахматист, мастер спорта СССР (1981), международный мастер ИКЧФ (1985), старший международный мастер ИКЧФ (2001).

## Биография
В 1978 г. окончил химический факультет Вильнюсского университета. С 1978 по 1998 гг. преподавал в Каунасском политехническом институте (на химическом и физическом факультетах). С 1998 по 2011 гг. работал в Вильнюсском техническом университете (в 2005—2010 гг. заведовал кафедрой химии). С 2012 г. является преподавателем Литовского университета образовательных наук. Кандидат химических наук (1987; тема диссертации: «Синтез и свойства алкилированных пиримидинол(тиол)ов-2: производных (пиримидинил-2-окси)уксусных кислот, пиримидинил-2-окси(тио)ацетофенонов и некоторых их N-изомеров»), доцент.
Жена — Аудроне Гефениене (урожд. Мозерите), доктор физических наук, доцент Литовского университета образовательных наук. Дочь — Вилте (1984 г.р.). Сын — Гедиминас (1988 г.р.).
Научился играть в шахматы в возрасте 7 лет. Добился значительных успехов в игре по переписке. В 1981 г. победил в молодежном чемпионате Европы. В 1984 г. в составе сборной Литовской ССР победил в командном первенстве СССР. В том же году участвовал в традиционном командном турнире «Балтийское море — море дружбы». В 1987 г. стал чемпионом Европы. В составе сборной СССР серебряный призер 3-го командного чемпионата Европы. В составе сборной Литвы серебряный призер 12-го командного чемпионата мира по переписке (показал лучший результат на 2-й доске). Также участвовал в 13-м командном чемпионате мира. Участвовал в 15-м чемпионате мира по переписке.

## Основные спортивные результаты
| Год                       | Город                                                            | Соревнование                                                     | + | − | = | Результат | Место                                 |
| ------------------------- | ---------------------------------------------------------------- | ---------------------------------------------------------------- | - | - | - | --------- | ------------------------------------- |
| 1979                      | Даугавпилс                                                       | Чемпионат Прибалтики                                             |   |   |   |           |                                       |
| 1981                      | Клайпеда                                                         | Чемпионат Литовской ССР                                          | 4 | 5 | 7 | 7½ из 16  | 12                                    |
| 1985                      | Прага                                                            | Опен-турнир                                                      |   |   |   |           |                                       |
| 1989                      | Клайпеда                                                         | Чемпионат Литовской ССР                                          | 6 | 3 | 4 | 8 из 13   | 4                                     |
| 1990                      | Клайпеда                                                         | Чемпионат Литовской ССР                                          | 2 | 6 | 5 | 4½ из 13  | 12                                    |
| СОРЕВНОВАНИЯ ПО ПЕРЕПИСКЕ |                                                                  |                                                                  |   |   |   |           |                                       |
| 1980—1981                 | Чемпионат Европы среди молодых шахматистов                       | Чемпионат Европы среди молодых шахматистов                       | 8 | 0 | 2 | 9 из 10   | 1                                     |
| 1980—1985                 | Командный турнир «Балтийское море — море дружбы»                 | Командный турнир «Балтийское море — море дружбы»                 |   |   |   |           |                                       |
| 1982—1984                 | 7-е командное первенство СССР (сборная Литовской ССР, 2-я доска) | 7-е командное первенство СССР (сборная Литовской ССР, 2-я доска) |   |   |   | 14 из 16  | Команда — чемпион, 1-е место на доске |
| 1986—1987                 | 25-й чемпионат Европы                                            | 25-й чемпионат Европы                                            | 9 | 0 | 5 | 11½ из 14 | 1                                     |
| 1987—1996                 | ¾ финала 14-го чемпионата мира                                   | ¾ финала 14-го чемпионата мира                                   | 6 | 0 | 8 | 10 из 14  | 2—3                                   |
| 1988—1994                 | 3-й командный чемпионат Европы (сборная СССР, 3-я доска)         | 3-й командный чемпионат Европы (сборная СССР, 3-я доска)         | 1 | 1 | 6 | 4 из 8    | Команда — 2-я                         |
| 1996—1999                 | Полуфинал 15-го чемпионата мира                                  | Полуфинал 15-го чемпионата мира                                  |   |   |   |           |                                       |
| 1998—2004                 | 12-й командный чемпионат мира (сборная Литвы, 2-я доска)         | 12-й командный чемпионат мира (сборная Литвы, 2-я доска)         | 4 | 0 | 7 | 7½ из 11  | Команда — 2-я                         |
| 2000—2002                 | 15-й чемпионат мира                                              | 15-й чемпионат мира                                              | 1 | 8 | 6 | 4 из 15   | 14—15                                 |
| 2004—2009                 | 13-й командный чемпионат мира (сборная Литвы, 2-я доска)         | 13-й командный чемпионат мира (сборная Литвы, 2-я доска)         | 2 | 2 | 6 | 5 из 10   |                                       |
| 2009—2010                 | Турнир 1000-летия Литвы                                          | Турнир 1000-летия Литвы                                          | 1 | 8 | 6 | 4 из 14   | 13—14                                 |
| 2015—2017                 | Мемориал Д. П. Лапениса                                          | Мемориал Д. П. Лапениса                                          | 0 | 7 | 7 | 3½ из 14  | 15                                    |